# Disecție

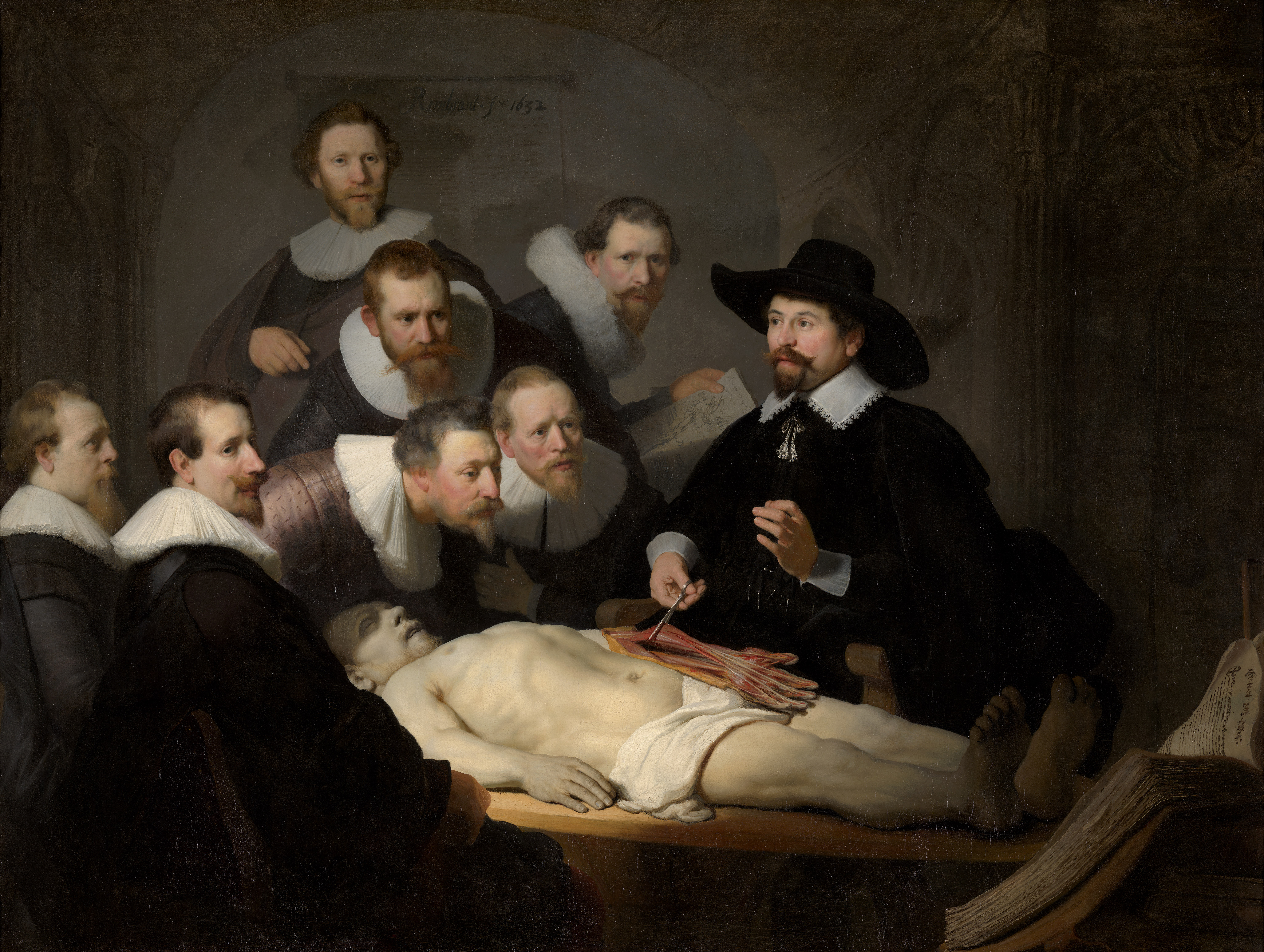
Lecţia de anatomie

Disecţie

Disecția este un procedeu utilizat în anatomie constând în deschiderea sau secționarea unui corp sau organ prin mijloace chirurgicale, având ca scop studierea acestuia sau efectuarea unei operații.